# ويليام بويد
ويليام بويد (بالإنجليزية: William Boyd) (و. 1952  م) هو كاتب سيناريو، ومخرج أفلام، وروائي، وكاتب بريطاني، ولد في أكرا، وهو عضوٌ في الجمعية الملكية للأدب.

## التعليم
تعلم في كلية يسوع (أكسفورد)، وجامعة غلاسكو، وجامعة نيس صوفيا أنتيبوليس.

## جوائز
حصل على جوائز منها:
- قائد وسام الامبراطورية البريطانية
- جائزة جون لولين رايس  [لغات أخرى]‏
- الجائزة التذكارية لجيمس تايت بلاك [الإنجليزية]‏
- زميل في الجمعية الملكية للأدب.

## وصلات خارجية
- ويليام بويد على موقع IMDb (الإنجليزية)
- ويليام بويد على موقع مونزينجر (الألمانية)
- ويليام بويد على موقع ألو سيني (الفرنسية)
- ويليام بويد على موقع ميوزك برينز (الإنجليزية)
- ويليام بويد على موقع أول موفي (الإنجليزية)
- ويليام بويد على موقع قاعدة بيانات الأفلام السويدية (السويدية)
- ويليام بويد على موقع ديسكوغز (الإنجليزية)
- ويليام بويد على موقع قاعدة بيانات الفيلم (الإنجليزية)
- ويليام بويد على موقع كينوبويسك (الروسية)